# Ботанічне товариство Шотландії
Ботанічне товариство Шотландії (англ. Botanical Society of Scotland, BSS) — національне наукове товариство для ботаніків Шотландії. Метою Товариства є поглиблення знань та оцінка квіткових і криптогамних рослин, водоростей і грибів. Для обміну інформацією між ботаніками, які працюють в різних областях товариство проводить лекції (здебільшого в Единбурзі, але також і в інших шотландських містах), симпозіуми, польові дослідження, проекти та щорічну конференцію шотландських ботаніків, яка відбувається спільно з Ботанічним товариством Британії та Ірландії. Публікації товариства це: Інформаційний бюлетень, що виходить двічі на рік, BSS News, and a scientific journal, Plant Ecology & Diversity. Товариство має тісні зв'язки з Королівським ботанічним садом Единбургу та шотландськими університетами.

## Історія
Товариство було засноване 8 лютого 1836 року як Ботанічне товариство Единбурга. Серед його засновників були професор Едвард Форбс, професор Джон Гаттон Балфур та доктор Річард Парнелл.
У 1935 році до Ботанічного товариства Единбурга було приєднано Криптогамічне товариство Шотландії, засноване у 1875 році, і це було відображено у його назві. У 1991 році назва знову змінилася на Ботанічне товариство Шотландії.

## Публікації
З 1844 по 1990 рік Ботанічне товариство Единбурга видавало свій перший журнал Transactions of the Botanical Society of Edinburgh. У 1991 році його було замінено на Botanical Journal of Scotland, видання Edinburgh University Press, щоб відобразити зміну назви товариства на «Ботанічне товариство Шотландії» у тому ж році. У 2008 році, щоб надати журналу міжнародного значення,Botanical Journal of Scotland був у свою чергу замінений на Plant Ecology and Diversity, видавництво Taylor & Francis. У 2010 році Plant Ecology and Diversity був включений до Scopus і у 2011 році отримав свій перший імпакт-фактор — 2,053.

## Президенти
1836-1937 роки:
Ботанічне товариство Единбургу
- 1836-1839 : Роберт Грем (перший президент)
- 1839-1840 : Роберт Кай Гревілл (перший термін)
- 1840-1841 : Девід Фальконар (англ. David Falconar)
- 1841-1842 : Роберт Крістісон (англ. Robert Christison)
- 1842-1843 : Патрік Ніл[en]
- 1843-1844 : Роберт Грем (другий термін)
- 1844-1845 : Ендрю Дуглас Маклаган[en] (перший термін)
- 1845-1846 : Джон Гаттон Балфур (перший термін), ініціатор заснування товариства
- 1846-1847 : Роберт Кай Гревілл (другий термін)
- 1847-1848 : Джон Флемінг[en] (перший термін)
- 1848-1849 : Джон Гаттон Балфур (другий термін)
- 1849-1850 : Джон Флемінг[en] (другий термін)
- 1850-1851 : Джон Гаттон Балфур (третій термін)
- 1851-1852 : Вільям Селлер[en] (перший термін)
- 1852-1855 : Джон Гаттон Балфур (четвертий термін)
- 1855-1856 : Едвард Медден[en]
- 1856-1857 : Джон Флемінг[en] (третій термін)
- 1857-1858 : Вільям Селлер[en] (другий термін)
- 1858-1859 : Ендрю Мюррей[en]
- 1859-1860 : Джордж Алман[en]
- 1860-1861 : Вільям Лоу (англ. William H. Lowe)
- 1861-1862 : Томас Кроксен Арчер[en]
- 1862-1863 : Ендрю Дуглас Маклаган[en] (другий термін)
- 1863-1864 : Джон Гаттон Балфур (п'ятий термін)
- 1864-1865 : Александер Діксон[en] (перший термін)
- 1865-1866 : Роберт Кай Гревілл (третій термін)
- 1866-1867 : Ісаак Андерсон-Генрі[en]
- 1867-1868 : Чарлз Дженнер (англ. Charles Jenner)
- 1868-1869 : Г'ю Клеггорн[en]
- 1869-1870 : Волтер Елліот[en]
- 1870-1871 : Александер Бучан[en]
- 1871-1872 : Чарльз Вайвілл Томсон
- 1872-1873 : Джеймс МакНаб (англ. James McNab)
- 1873-1877 : Роберт Крістісон[en]
- 1877-1879 : Томас Балфур[en]
- 1879-1880 : Вільям Горрі (англ. William Gorrie)
- 1880-1882 : Ісаак Бейлі Балфур (перший термін)
- 1882-1884 : Вільям Брек Бойд (англ. William Brack Boyd)
- 1884-1887 : Александер Діксон[en] (другий термін)
- 1887-1889 : Вільям Крейг[en]
- 1889-1891 : Роберт Ліндсей (англ. Robert Lindsay)
- 1891-1893 : Девід Крістісон (англ. David Christison)
- 1893-1895 : Фредерік Орпен Бауер
- 1895-1897 : Ендрю Піблз Ейткен[en]
- 1897-1899 : Вільям Ватсон (англ. William Watson)
- 1899-1901 : Ендрю Піблз Ейткен[en]
- 1901-1902 : Фред Бейлі (англ. Fred Bailey)
- 1902-1904 : Джеймс В. Х. Трейл[en]
- 1904-1906 : Ісаак Бейлі Балфур (другий термін)
- 1906-1908 : Дж. Резерфорд Хілл (англ. J. Rutherford Hill)
- 1908-1910 : Томас Беннет-Кларк (англ. Thomas Bennet-Clark)
- 1910-1912 : Альберт Вільям Бортвік (англ. Albert William Borthwick)
- 1912-1913 : Арчібальд Б'юкен-Гепберн (англ. Archibald Buchan-Hepburn)
- 1913-1915 : Р. Стюарт МакДугал (англ. R. Stewart MacDougall)
- 1915-1917 : Роберт Александер Робертсон[en]
- 1917-1920 : Джеймс Вайток (англ. James Whytock)
- 1920-1922 : Вільям Гарднер Сміт[en]
- 1922-1925 : Вільям Райт Сміт[en] (перший термін)
- 1925-1927 : Джеймс Монтегю Френк Драммонд[en]
- 1927-1929 : Джон Сазерленд (англ. John Sutherland)
- 1929-1931 : Дж. Резерфорд Хілл (англ. J. Rutherford Hill)
- 1931-1933 : Вільям Янг (англ. William Young)
- 1933-1935 : Малкольм Вілсон (англ. Malcolm Wilson)
- 1935-1937 : Вільям Райт Сміт[en] (другий термін)
- 1937-1939 : Александер Коуен[en][7]
- 1939-1942 : Джеймс Роберт Метьюз[en][8]
- 1942-1943 : Роберт Джеймс Дуглас Грем[en][7]
- 1943-1945 : Едвард Віллі Фентон[en][7]
- 1945-1947 : Джеймс Віллі Грегор[en][9]
- 1947-1950 : Елізабет Мей Нокс (англ. Elizabeth May Knox)[10]
- 1950-1951 : Вільям Райт Сміт[en] (третій термін)[11]
- 1951-1953 : Джон Маквін Коуен[en][12]
- 1953-1955 : Вільям Бернс (англ. William Burns)[13][14][15]
- 1955-1957 : Джеймс Александер Макдональд[en][16]
- 1957-1960 : Гарольд Флетчер[en][17]
- 1960-1962 : Анна М. Маклеод (англ. Anna M. Macleod)[18]
- 1962-1964 : Джон Волтон (англ. John Walton)[19]
- 1964-1966 : Дуглас Маккей Гендерсон[en][20]
- 1966-1968 : Дж. Грант Роджер (англ. J. Grant Roger)[21]
- 1968-1970 : Роберт Браун (англ. Robert Brown) [22]
- 1970-1972 : Девід Г'ю Невен-Спенс[en][23]
- 1972-1974 : Браян Лоуренс Бертт[24]
- 1974-1976 : В.В. Флетчер (англ. W.W. Fletcher)[25]
- 1976-1978 : А. Ф. Даєр (англ. A.F. Dyer)[26]
- 1978-1980 : Вільям В. Гоулд (англ. William W. Gauld)[27][28]
- 1980-1982 : Роберт МакГрегор Мартін Кроуфорд (англ. Robert MacGregor Martyn Crawford)[29][30]
- 1982-1984 : Чарльз Генрі Гімінгем[en][31][32]
- 1984-1986 : Рой Вотлінг
- 1986-1988 : Джон Альберт Рейвен[en][33][34]
- 1988-1990 : Філіп Морганс Сміт (англ. Philip Morgans Smith)[35]

Ботанічне товариство Шотландії (1990-)
- 1990-1992 : Джеймс Х. Діксон (англ. James H. Dickson)
- 1992-1994 : Дж. Маскотт (англ. J. Muscott)
- 1994-1996 : Квітон Джонг (англ. Kwiton Jong)
- 1996–1998 : Джон Проктор (англ. John Proctor)[36]
- 1998-2000 : Елізабет Каттер[en]
- 2000-2002 : Джордж Арджент (англ. George Argent)
- 2002-2004 : Філіп Ласбі (англ. Philip Lusby)
- 2004-2006 : Дуглас Малкольм (англ. Douglas Malcolm)
- 2006-2008 : Річард Ебботт (англ. Richard Abbott)
- 2008-2010 : Крістофер Джефрі (англ. Christopher Jeffree)
- 2010-2012 : Барбара Самнер (англ. Barbara Sumner)
- 2012-2017 : Джон Грейс (англ. John Grace)[37]
- 2017-2019 : Браян Баллінгер (англ. Brian Ballinger)[38]
- 2019-2021 : Джулія Вілсон (англ. Julia Wilson)
- 2021–2023: Джилл Томпсон (англ. Jill Thompson)
- 2023-present: Джонатан Сільвертаун (англ. Jonathan Silvertown)

## Інші відомі члени товариства
- Альберт Саксен-Кобург-Готський
- Вікторія, Королева Великої Британії, перший меценат товариства
- Александер Ейді[en]
- Александер фон Гумбольдт
- Чарлз Кардейл Бабінгтон
- Вільям Бренд[en], член-засновник
- Роберт Браун
- Александер Брайсон[en]
- Вільям Каррузерс[en]
- Томас Фредерік Чізмен
- Чарлз Дарвін, автор Походження видів
- Джоб Бікнелл Елліс[en]
- Годфрі Говітт[en]
- Едвард Янчевскі
- Пол Гордон Джарвіс[en] Член Лондонського королівського товариства, еколог рослин, професор кафедри лісового господарства та природних ресурсів Единбурзького університету
- Джордж Лоусон, «батько канадської ботаніки», був помічником секретаря і куратором товариства
- Ларс Леві Лестадіус
- Дункан Нейпер[en]
- Роберт Томсон[en], піонер санітарії
- Йоте Вільгельм Турессон
- Чарльз Вайвілл Томсон, науковий керівник Експедиції «Челленджера»
- Кетрін Софія Кейн, перша обрана жінка-член товариства
- Філіп, герцог Единбурзький, почесний член